# وتمضي الأيام (مسلسل)
وتمضي الأيام (بالتركية: Kaybolan Yıllar) (ويعني بالعربية: السنوات الضائعة) هو مسلسل درامي اجتماعي تركي إنتاج عام 2006 ودُبلجَ إلى اللغة العربية باللهجة السورية عرض على قناة إم بي سي 4 ابتداءً من السبت 3 كانون الثاني 2009 على مدار 5 حلقات أسبوعيا من السبت إلى الأربعاء حتى 24 أبريل 2009 وقد حقق نسبة نجاح عالية وشهرة واسعة في الوطن العربي.

## البث
| الدولة   | القناة الباثة | التاريخ                      | الرابط على القناة |
| -------- | ------------- | ---------------------------- | ----------------- |
| المغرب   | دوزيم         | 2009                         | دوزيم             |
| السعودية | إم بي سي 4    | من 3 يناير إلى 29 أبريل 2009 |                   |

## أحداث المسلسل

### بداية الاحداث
ابتدأت الأحداث بروزا تلك الفتاة التي أنجبت ابنة بزواج سري من بلغار الذي أصبح فيما بعد أكبر رجالات المافيا في تركيا ولكنه تخلى عنها وعن إبنتها ولكن لكونها امرأة مسيحية فقد أذنبت مما دفع الراهبات بعد أن أولدوها إبنتها التي هي محور القصة وتدعى غزل إلى أن تضعها في إحدى دور الأيتام التي يوجد بها أسمر وصديقه علي فيشاهد أسمر الراهبة وهي تضع الطفلة فيقلق أسمر وهو طفل صغير فيوقظ صديقه علي ويقول له بأن هنالك طفل في الخارج دون أن يعلم أنها فتاة فيخرج هو وعلي إليها فيأخذها أسمر بحضنه وعندما يريد علي أن يضع يده عليها ليراها يضرب كفه أسمر بخفة ليمنعه فيقول أنا «أول واحد شفتك وأنت صرت إلي»

### بعد سبع سنوات
بعد مرور سبع سنوات
يكبر الأطفال الثلاثة مع بعضهم ويصبحون من أعز الأصدقاء ولكن أسمر كان يحبها حباً جماً يختلف عن حب علي أو غيره
وفي يوم من الأيام يأتي الدكتور فاروق وزوجته إلى دور الأيتام فيعجبون بغزل كثيراً وتشبه ابنتهم نادين التي ماتت كثيراً وفعلاً تمت الإجراءات وقامت المديرة بحبس أسمر في غرفته لأنها تعلم أنه لن يسمح بأخذها ولكنه يثور كثيراً ويعمل حيلة فيفتح الباب ويذهب جارياً ينادي زيزو زيزو ولكن غزل تكون في السيارة وهي حزينة جداً ولا تريد وتذهب وهو يلوح لها بالقلادة التي أخذها من ملفها في الميتم وتركتها لها الراهبة عندما وضعتها كتذكار من أمها روزا
وبعد بضعة أيام يشب حريق هائل في الميتم بعد أن تسبب به أسمر وعلي انتقاماً منهم لأنهم تركوا غزل تذهب من الميتم فيذهبون ويتشردون ومايلبث أن جاعوا مما اضطر اسمر وعلي أن يسرقوا خبز من أحد المحال فأخذوا يجرون وبدأت الشرطة في ملاحقتهم فأسقطوا الخبز دون أن يأكلوه إلى أن وصلوا إحدى الأبنية فيقبض الشرطة على علي بعد أن توكأ ولم يستطع النهوض ويهرب أسمر إلى السطح فيقف في حرفها فيصرخ علي «أسمر» ويكرر اسمه فيقفز أسمر من أعلى البناية وهنا ينقطع المقطع حتى يتبين في إحدى الحلقات أنه استطاع أن يتشبث بأحد النوافذ ليلتقطه ويساعده أحد رجالات الدولة التركية والإستخبارات المعروف بـ ماهر والذي ربا أسمر وتأخذ المجريات أحداثها

### الاحداث الحالية
بعد مرور 23 سنة
يصبح علي ضابط بالشرطة ويكون خاطباً بنت شرطية في نفس المركز وأصبح أسمر الذراع اليمين لزعيم إحدى المافيات الضاربة على الأرض بقوة بقيادة سليمان شكري التي يلاحقها الشرطة بقيادة الضابط علي وبإحدى العمليات التي جمعت بأفراد العصابات تكاد الشرطة الإمساك بأسمر وسليمان وتصبح مضاربة بين العصابة بوجود أسمر والشرطة بوجود علي وخطيبته فأسمر يحاول ينقذ زعيم المافيا أو معلمه كما يطلق عليه وفعلاً ينجح ولكن فجأة تظهر بوجهه الشرطية خطيبة علي فيرفعوا المسدسات على بعض ومن بعيد يراهم الضابط علي ويخاف على خطيبته فتراه الشرطية من مكانها وبسرعة بديهية أسمر وفراسته يطلق النار على مكان علي دون أن يراه فيشتت انتباهها ومن ثم يطلق النار على رأس خطيبة علي ويهرب مع رئيسه عبر قارب جهزه خصيصاً للهرب بعد أن قال له ماهر بأنه ستكون ملاحقة عند الاجتماع
أما البنت غزل فكبرت وأصبحت جميلة ودكتورة ناجحة كما كانت تحلم وقد قامت عائلتها بتسميتها نادين على اسم ابنتهم التي ماتت رغماً عنها
وتتزوج من محامي اسمه ايسر أيضاً بضغوط من والديها بالتبني فهم لايتفقون على شيء ولاتحبه إطلاقاً ولكنها تسير مع ماكتب لها
فيتصل المستشفى بها ويخبروها عن حالة طارئه لشرطية مصابة
وهنالك ترى علي وبسبب عصبيته تحدث مشاجرة بينها وبينه عندما تخرج من غرفة العمليات ويسألها عن وضع خطيبته ولكنها تكتفي بالقول من تعبها أن حالتها خطيرة فيبدأ بالصراخ بوجهها
وهكذا تتوالى الأحداث علي مع خطيبته واهلها بالمشفى منتظرين مصيرها بغرفة العمليات
والمعلّم سليمان رئيس العصابة وصل لبيته سالم بفضل اسمر فيثق به وحده دون غيره فتقول له زوجته وهي روزا أم غزل والتي أصبحت زوجته «أديش بتوثق بأسمر» قلها «بعتبره متل ابني»
بقي أسمر يعيش بذكريات غزل فيبحث عنها ومحتفظ بسلسلتها
وتشاء الصدف أن يلتقوا جميعاً ومع الوقت يصبحون أيضاً من أعز الأصدقاء ثلاثتهم دون أن يعرفوا حقيقتهم ومن هم

## دبلجة المسلسل
تم دبلجة المسلسل من اللغة التركية إلى العربية باللهجة السورية بواسطة شركة سامة للإنتاج والتوزيع الفني السورية، وقد أدى الدبلجة مجموعة من الممثلين السوريين.

## ملخص المسلسل
يتحدث المسلسل عن أصدقاء كانوا في ملجأ وافترقوا والان اجتمعوا دون أن يعرفوا ذلك، أسمر وعلي وغزل (نادين) الأبطال الرئيسيون، وتدور حولهم القصص.

## مغزى المسلسل
عبارة ترددها أحد المذيعات في أثناء كلاشيهات المسلسل:
«أنه قال حكيم أن لا وجود للحاضرولا للمستقبل وانما الماضي الذي يعيد نفسه مرارا وتكرارا»

## حلقات المسلسل
تم عرض المسلسل من السبت إلى الأربعاء بواقع 5 حلقات اسبوعيا على قناة MBC4